# 海陵县 (古代)
海陵县，中国古代的县，在今江苏省境。
西汉元狩六年（前117年），置临淮郡，即有此县。新朝时，曰亭间县。在今江苏省泰州市。以其地高阜而又傍海得名，属临淮郡。三国时废。西晋太康二年（281年）复置。南北朝时曾为海陵郡治所。隋朝开皇初年，海陵郡废，属南衮州。又并入建陵县，后析置江浦县，大业初年省入。终属江都郡。
唐朝武德二年（619年），属扬州。武德三年（620年），改名吴陵县，归于吴州，七年（624年）复为海陵县。景龙二年（708年），分置海安县。开元十年（722年），海安县再度并入海陵县。五代南唐时设立泰州，海陵县为泰州州治。明朝洪武初年，废入泰州。